# Kauno Josef Vilhelm Turkka
Kauno Josef Wilhelm Turkka, född den 6 november 1898 i Alahärmä, död den 17 januari 1944, var en finsk officer (överstelöjtnant) och krigshjälte. 
Turkka deltog såväl i vinterkriget som i fortsättningskriget och medaljerades på olika sätt för sina insatser. Bland annat var han den 126:e mottagaren av det 1940 instiftade Mannerheimkorset.
I januari 1944 träffades Turkka av rysk granateld och avled direkt. Han hedrades med statlig hjältebegravning i Tammerfors domkyrka, som var fylld till sista plats. Sex generaler följde hans bår som fördes till graven på en kanonlavett dragen av hästar. Turkku gravsattes den 29 januari 1944 med ett antal av sina män i en så kallad hjältegrav. 